# Весна Николић Ристановић
Весна Николић Ристановић (1955) српска је правница, оснивачица и прва председница Виктимолошког друштва Србије. Бави се питањима међу којима су виктимизација, насиље над женама, трговина људима, организовани криминал, ратни злочини, криминологија, виктимологија, пенологија, координација заштите жртава, људска и женска права.
Оснивачица је Групе за женска права Европског покрета у Србији, и оснивачица и прва председница Виктимолошког друштва Србије. Била је иницијаторка и координаторка радне групе Виктимолошког друштва Србије, која је написала предлоге измена закона о насиљу у породици, трговини људима и сексуалном насиљу. Иницијаторка је кампање Амнестија за жртве, чији је главни циљ ослобађање и бољи третман претучених жена које су убиле насилнике. Такође је радила на оснивању Асоцијације за истину и помирење у Србији.
Чланица је Савета за равноправност полова Владе РС и Извршног одбора међународне организације Европска помоћ жртвама (Victim Support Europe).

## Образовање
Весна Николић Ристановић је дипломирала, магистрирала и докторирала на Правном факултету Универзитета у Београду. Докторирала је на теми „Жене као жртве криминалитета”. Радила је као научни саветник и истраживачица у Институту за криминолошка и социолошка истраживања у Београду. Редовна је професорка на Факултету за специјалну едукацију и рехабилитацију у Београду, где предаје криминологију.

## Радови
Ауторка је, уредница и коауторка већег броја радова објављених у земљи и иностранству.
Издвојени радови:
- Од жртве до затворенице: насиље у породици и криминалитет жена
- Породично насиље у Србији
- Social change, gender and violence
- Women, violence and war
- Само мој живот: на људским правима заснована рехабилитација жртава трговине у циљу сексуалне експлоатације
- Преживети транзицију - свакодневни живот и насиље у посткомунистичком и постратном друштву[3]